# Halloween 6 - La maledizione di Michael Myers
Halloween 6 - La maledizione di Michael Myers (Halloween: The Curse of Michael Myers) è un film del 1995 diretto da Joe Chappelle.
La pellicola è il sesto film della saga di horror Halloween con George P. Wilbur (Michael Myers). Si tratta dell'ultimo film per Donald Pleasence prima della sua morte, infatti il film è dedicato all'attore che ha impersonato il "dott. Sam Loomis".

## Trama
Il 31 ottobre 1989, Michael Myers e sua nipote Jamie Lloyd vengono rapiti dalla stazione di polizia di Haddonfield dal misterioso uomo in nero e due dei suoi scagnozzi. Sei anni dopo, il 30 ottobre 1995, Jamie dà alla luce un bambino e l'uomo in nero, rivelato essere il leader di una setta di druidi, porta via il bambino. Più tardi, un'ostetrica aiuta Jamie a scappare con il suo bambino, ma viene uccisa da Michael. Jamie e il suo bambino fuggono in un furgone rubato, con Michael all'inseguimento. Nel frattempo, il dottor Sam Loomis è andato in pensione e si è trasferito in una casa nella periferia di Haddonfield, dove vive da eremita. Riceve la visita del suo amico Dr. Terence Wynn, direttore del Smith's Grove Sanitarium, dove Michael era stato incarcerato da ragazzo, e qui Wynn chiede a Loomis di tornare a Smith's Grove. Ascoltando una radio locale, sentono la richiesta di aiuto di Jamie, indirizzata a Loomis. Michael raggiunge Jamie e la fa schiantare con il camion in un vecchio fienile. Dopo aver ucciso Jamie, scopre che il suo bambino non è nel camion.
Ad Haddonfield, Tommy Doyle, a cui Laurie Strode aveva fatto da babysitter nel 1978, ora vive in una pensione gestita dalla signora Blankenship. Tommy è un individuo solitario che è diventato ossessionato dal trovare la verità dietro le motivazioni di Michael. La famiglia che vive nella casa di Myers dall'altra parte della strada è imparentata alla famiglia Strode: Kara Strode, suo figlio Danny di sei anni, suo fratello adolescente Tim, la madre premurosa Debra e il padre violento John. Tommy trova il bambino di Jamie alla stazione degli autobus, lo prende in custodia e lo chiama Steven. Tommy incontra Loomis e gli racconta della famiglia Strode che vive a casa Myers. Nel frattempo, Michael torna a Haddonfield, dove insegue Kara, prima di uccidere Debra.
Più tardi, Tommy, Kara e Danny vanno alla pensione, dove Tommy rivela di essere convinto che Michael sia stato inflitto con il Thorn, un'antica maledizione dei druidi. Molto tempo fa, un bambino di ogni tribù, scelto per sopportare la maledizione di Thorn, deve sacrificare i suoi parenti più prossimi nella notte di Samhain, o Halloween. Tommy crede che Steven sarà l'ultimo sacrificio di Michael. Più tardi quella notte, mentre Tommy va a cercare Loomis, la signora Blankenship rivela a Kara che stava facendo da babysitter a Michael la notte in cui ha ucciso sua sorella, e che Danny sta ascoltando una voce che gli dice di uccidere proprio come ha fatto Michael, indicando come anche Danny possieda il potere di Thorn. Nel frattempo, Michael uccide John, Tim, la ragazza di Tim, Beth, e Barry Simms, il D.J. che era in chiamata con Jaimie alla radio. Danny e Kara riescono a fuggire di nuovo alla pensione dove Tommy e Loomis li stanno aspettando.
La setta arriva alla pensione, dove viene rivelato che la signora Blankenship fa parte della setta e che l'Uomo in Nero è il dottor Wynn. Alcuni membri della setta drogano Loomis e Tommy e portano Kara, Danny e Steven a Smith's Grove. Kara è rinchiusa in un reparto di massima sicurezza, mentre i bambini sono tenuti in una sala operatoria. Loomis affronta Wynn, che rivela che lo staff di Smith's Grove ha lavorato con il culto di Thorn per studiarne il potere e imparare a controllarlo. Aggiunge che Steven sia il risultato positivo degli esperimenti per clonare il male puro di Michael, e che la setta prevede di usare Danny e Kara per un'ulteriore clonazione. Wynn vuole che Loomis si unisca alla sua cospirazione, poiché è stato il primo a vedere il male dentro Michael, ma Loomis rifiuta e viene messo fuori combattimento da un membro della setta.
Tommy libera Kara mentre Michael li insegue attraverso il sanatorio. Trovano Wynn e la sua squadra, che stanno per eseguire una procedura medica su Danny e Steven. Michael appare all'improvviso e si rivolta contro Wynn e i dottori, uccidendoli tutti. Tommy e Kara salvano i bambini e Michael li insegue in un laboratorio, dove Kara nota i feti degli esperimenti falliti di Wynn. Tommy inietta a Michael dei corrosivi e lo picchia fino a fargli perdere i sensi con un tubo di piombo. Tommy, Kara e i bambini lasciano Smith's Grove mentre Loomis resta a occuparsi degli affari. All'interno, la maschera di Michael giace da sola sul pavimento del laboratorio e Loomis urla in sottofondo, lasciando il loro destino sconosciuto.

### Trama della "Producer's Cut"
Il dott. Loomis grazie a delle reminiscenze, afferma con convinzione di essere quasi riuscito ad arrestare la furia omicida di Michael Myers, narcotizzandolo mentre era incatenato. Quando a demolire tutto, smitizzando così l'epica impresa, compare un nefasto personaggio chiamato dott. Morte, che libera il pazzo omicida dalla cella che lo imprigionava e rapisce la nipote Jamie Lloyd. Quest'ultima scappa dal laboratorio segreto che era divenuta la sua prigione, ma viene rintracciata da Michael, mentre cerca di scappare insieme al figlio grazie a un'infermiera poi uccisa da Michael. Il serial killer però, riesce soltanto a ferirla. Una volta condotta d'urgenza in ospedale, sarà lo stesso dott. Morte a porre fine alla sua esistenza con un letale colpo di pistola, visto che oramai il compito della donna è terminato. 
Il figlio di Jamie viene tuttavia preso in custodia e tratto in salvo Tommy Doyle, ma il dottor Morte, deciso a tutto pur di appropriarsi del bambino, rapisce Kara Strode, minacciando di toglierle la vita se non consegnano il bambino. Tommy e Loomis accettano l'infame ricatto e quest'ultimo scopre con grande sgomento che il dott. Morte altri non è che il dott. Wynn, suo vecchio e inseparabile collega e amico (già apparso nel primo Halloween).
Kara si risveglia allo Smith's Grove, legata per essere sacrificata, circondata dai membri del culto, tra cui la sig.ra Blankenship, Dawn (la segretaria del dott. Wynn), l'uomo del deposito degli autobus e lo sceriffo della città. Wynn conduce una cerimonia in cui Michael dovrebbe uccidere Steven come ultimo sacrificio di sangue innocente, dopo di che la maledizione passerà a Danny con Kara come suo primo sacrificio. La donna si rende conto che Steven è il bambino nato dallo stupro incestuoso da parte di Michael verso Jamie, e lo usa per cercare di convincere Michael a non uccidere il bambino. In questo modo, Tommy ne approfitta per tenere in ostaggio Wynn, costringendo i membri della setta a liberare Kara e i bambini, per poi correre attraverso il corridoio dell'ospedale psichiatrico, finché non raggiungono un cancello chiuso. Tommy per prendere tempo, usa il potere delle antiche RUNA THORN POSITIVA per fermare Michael dalla sua furia omicida.
Tommy e Kara riescono quindi a fuggire grazie a Loomis, mentre quest'ultimo è pronto a far terminare questo incubo una volta per tutte: si avvicina infatti a Michael intrappolato nelle RUNA THORN POSITIVA, il quale è ancora privo di sensi, brandendo una pistola e con calma siderale gli sfila la sua inseparabile maschera. Troverà però dietro quest'ultima il dottor Wynn, il quale, ormai prossimo alla morte, rivela a Loomis di essere stato quasi da subito contrario al progetto Thorn e alle sue nefaste conseguenze: è il simbolo impresso sul suo braccio che lo ha obbligato per tutto quel tempo ad agire in modo sconsiderato, è quel simbolo maledetto che gli ha imposto di proteggere Michael e vegliare su di lui.
Appena Wynn muore dal suo polso infatti svanisce immediatamente il simbolo del Thorn dal suo polso. Dimostrazione che il compito del dottore è ormai è stato portato a termine, ma come per un orrendo disegno del Male, appare sul polso di Loomis: ora è lui il nuovo protettore di Michael. Loomis è stato prescelto nei piani della divinità occulta Samhain per averlo visto combattere in innumerevoli anni, e quindi lo ha prescelto come sua nuova guida, riservandogli un destino infame. Le urla di Loomis riecheggiano nell'ospedale. Alla fine della Producer's Cut, spicca una misteriosa figura con indosso il cappello e l'impermeabile di Wynn nell'ombra... per un attimo si ferma ad ascoltare le grida di Loomis, poi, lentamente, si allontana. Michael è più vivo che mai.

## Produzione
Halloween 6 ha avuto una produzione travagliata, segnata da numerosi disaccordi tra il regista, lo sceneggiatore e i produttori (il copione infatti passò attraverso dodici differenti versioni prima di approdare a quella definitiva). Dopo che il montaggio preliminare ha riscosso risposte negative alle proiezioni di prova, la Dimension ha ordinato che il film fosse completamente rimaneggiato, tagliando diverse scene e aggiungendone altre girate ex novo. L'edizione del film distribuita nei cinema è stata quindi molto diversa dalle intenzioni originali.
Copie pirata del montaggio preliminare, soprannominato la "Producer's Cut", tuttavia sono state ampiamente diffuse tra gli appassionati della serie, guadagnando abbastanza notorietà da spingere la Dimension ad autorizzarne l'uscita ufficiale in Blu-Ray nel 2014.

## Distribuzione

### Edizioni home video
In Italia è stata pubblicata una edizione della Cecchi Gori e una edizione DVD e Blu-ray della Midnight Factory. L'edizione DVD della Cecchi Gori presenta il film in formato 1,85:1 anamorfico, con audio in italiano e inglese in 5.1 Dolby Digital, sottotitoli in italiano per non udenti e contenuti speciali che includono biografie e trailer. Questa edizione contiene 14 scene.
L'edizione DVD della Midnight Classics offre il film in formato 1,85:1, con 12 scene, audio in italiano e inglese in 5.1 Dolby Digital, sottotitoli in italiano e contenuti speciali come uno sguardo al cast, il commento del regista, scene eliminate, dietro le quinte e un tributo a Donald Pleasence.
Infine, l'edizione Blu-ray della Midnight Classics presenta il film in alta definizione sempre in formato 1,85:1, con le stesse 12 scene dell'edizione DVD, audio in italiano e inglese in 5.1 DTS-HD MA, sottotitoli in italiano e contenuti speciali analoghi a quelli dell'edizione DVD.